# Juniorvärldsmästerskapen i alpin skidsport 2017
Juniorvärldsmästerskapen i alpin skidsport 2017 hölls mellan den 6 och 14 mars 2017 i Åre, Sverige. Mästerskapen var de 36:e i ordningen.

## Resultat

### Herrar
| Gren        | Guld                   | Guld    | Silver                   | Silver  | Brons                    | Brons   |
| Störtlopp   | Sam Morse USA          | 1.23,34 | Alexander Prast Italien  | 1.23,72 | Raphael Haaser Österrike | 1.23,84 |
| Super-G     | Nils Alphand Frankrike | 1.17,91 | Raphael Haaser Österrike | 1.17,92 | Semyel Bissg Schweiz     | 1.17,93 |
| Storslalom  | Loïc Meillard Schweiz  | 2.25,23 | Timon Haugan Norge       | 2.25,80 | Victor Guillot Frankrike | 2.26,11 |
| Slalom      | Adrian Pertl Österrike | 1.37,64 | Bjørn Brudevoll Norge    | 1.37,80 | Simon Efimov Ryssland    | 1.38,26 |
| Kombination | Loïc Meillard Schweiz  | 2.05,14 | River Radamus USA        | 2.06,68 | Georg Hegele Tyskland    | 2.06,73 |

### Damer
| Gren        | Guld                   | Guld    | Silver                          | Silver  | Brons                       | Brons   |
| Störtlopp   | Alice Merryweather USA | 1.25,27 | Katja Grossmann Schweiz         | 1.25,29 | Kira Weidle Tyskland        | 1.25,70 |
| Super-G     | Nadine Fest Österrike  | 1.15,10 | Franziska Gritsch Österrike     | 1.16,29 | Dajana Dengscherz Österrike | 1.16,40 |
| Storslalom  | Laura Pirovano Italien | 1.58,38 | Katharina Liensberger Österrike | 1.58,51 | Chiara Mair Österrike       | 1.59,53 |
| Slalom      | Camille Rast Schweiz   | 1:42.81 | Ali Nullmeyer Kanada            | 1:42.90 | Chiara Mair Österrike       | 1:43.22 |
| Kombination | Nadine Fest Österrike  | 2.09,05 | Meta Hrovat Slovenien           | 2.09,51 | Franziska Gritsch Österrike | 2.09,52 |

### Lagtävling
| Gren       | Guld                                                                    | Guld                                                                    | Silver                                                                           | Silver                                                                           | Brons                                                      | Brons                                                      |
| Lagtävling | Kanada James Crawford Stephanie Fleckenstein Ali Nullmeyer Jeffrey Read | Kanada James Crawford Stephanie Fleckenstein Ali Nullmeyer Jeffrey Read | Österrike Fabio Gstrein Katharina Liensberger Simon Rueland Marie-Therese Sporer | Österrike Fabio Gstrein Katharina Liensberger Simon Rueland Marie-Therese Sporer | Belgien Sam Maes Mathilde Nelles Kim Vanreusel Tom Verbeke | Belgien Sam Maes Mathilde Nelles Kim Vanreusel Tom Verbeke |

### Medaljtabell
| Nr                   | Nation               | Guld | Silver | Brons | Totalt |
| -------------------- | -------------------- | ---- | ------ | ----- | ------ |
| 1                    | Österrike (AUT)      | 3    | 4      | 5     | 12     |
| 2                    | Schweiz (SUI)        | 3    | 1      | 1     | 5      |
| 3                    | USA (USA)            | 2    | 1      | 0     | 3      |
| 4                    | Italien (ITA)        | 1    | 1      | 0     | 2      |
| 4                    | Kanada (CAN)         | 1    | 1      | 0     | 2      |
| 6                    | Frankrike (FRA)      | 1    | 0      | 1     | 2      |
| 7                    | Norge (NOR)          | 0    | 2      | 0     | 2      |
| 8                    | Slovenien (SLO)      | 0    | 1      | 0     | 1      |
| 9                    | Tyskland (GER)       | 0    | 0      | 2     | 2      |
| 10                   | Belgien (BEL)        | 0    | 0      | 1     | 1      |
| 10                   | Ryssland (RUS)       | 0    | 0      | 1     | 1      |
| Totalt (11 nationer) | Totalt (11 nationer) | 11   | 11     | 11    | 33     |